# Комарницкий, Павел Сергеевич
Павел Сергеевич Комарницкий (род. 16 января 1961, Челябинск) — российский писатель-фантаст.

## Биография
Родился в 16 января 1961 года в Челябинске. Окончил челябинскую школу № 65 в 1978 году. Поступил на вечерний энергофакультет Челябинского Политехнического института (ныне Южно-Уральский государственный университет). В ходе обучения сменил ряд профессий — камнерезчик, лаборант, техник-испытатель лаборатории бесшовных труб, электромонтажник. В 1985 году окончил обучение в ВУЗе. Работал мастером по ремонту высоковольтного оборудования, дежурным инженером подстанции, начальником электротехнической лаборатории, инженером-наладчиком систем АСКУЭ.
Был женат, в 2002 году овдовел. Писать фантастические рассказы начал в 2005 году. Свой первый роман — «День ангела» — написал в 2006 году. В настоящее время проживает в родном Челябинске.

## Произведения

### Романы
- Мария, княгиня Ростовская: [История] / Павел Комарницкий. — СПБ.: Лениздат (2 тома) — 10 000 экз.[1]

Тетралогия «День ангела»
- День ангела: [Фантастика] — М., Эксмо, 15 000 экз.[2]
- Продолжение следует: [Фантастика] — М., Эксмо, 10 100 экз.[3]
- Всего один шаг: [Фантастика] — М., Эксмо, 5000 экз.[4]
- Хозяин Вселенной: [Фантастика] — М., Эксмо, 5000 экз.[5]

### Прочие романы
- Исполнитель: [Фэнтези, мистика] — не изд.[6]
- журнальный вариант*
- 30 Июня: [Фантастика] — не изд.[7]
- Последний корабль в Бессмертные земли: [Фантастика] — М., Эксмо, 3000 экз.[8]
- Прошедшая сквозь небеса: [Фантастика] — не изд.[9]
- Дева дождя: [Фантастика] — не изд.[10]
- Всё исправить: [Фантастика] — не изд.[11]
- Сломанный ключ: [Фантастика] — не изд.
- Венериана: [Фантастика] — М., Эксмо, 3000 экз. (*вышел под названием «Далеко от Земли»)
- Чёрные скрижали: [Фантастика] — не изд.
- Найдёныш [Фантастика] — не изд.

### Повести
- Новый порядок: [история][12]
- Последний наказ: [история][13]
- Старая сказка: [фэнтези]
- Необыкновенные приключения в каникулы [фантастика, детская лит-ра]

### Рассказы
- Тест на разумность: [НФ]- СПБ.: Астрель, сборник «зона высадки» 10 000 экз. — Муки творчества: [юмор]- СПБ.: Полдень XXI век, 15 000 экз.[14]
- Мир, не стоящий детской слезинки — [фантастика][15]
- Открытие — [история][16]
- Загадка — [история][17]
- Ультиматум — [история][18]
- Последний солдат императора — [история][19]
- Последний писатель[20] (М. Эксмо, изд. в сборнике)

Произведения на сайте lib.ru